# 2012-es Bank of the West Classic
A 2012-es Bank of the West Classic női tenisztornát a kaliforniai Stanfordban rendezték meg 2012. július 9. és 15. között. A verseny Premier kategóriájú volt, a mérkőzéseket kemény borításon játszották, 2012-ben 41. alkalommal.

## Győztesek
Egyéniben az előző évben is tornagyőztes Serena Williams nyerte meg a tornát, a fináléban 7–5, 6–3-ra felülmúlva a selejtezőből szerencsés vesztesként feljutó Coco Vandeweghét. Az egy héttel korábban Wimbledonban diadalmaskodó amerikai játékos a negyvenharmadik versenyét nyerte meg, ezzel beérte nővérét, Venust, akivel az aktív játékosok között a legtöbb egyéni tornagyőzelemmel rendelkeznek, az örökrangsorban pedig a tizedik helyen állnak, holtversenyben Martina Hingisszel és Justine Heninnel.
Párosban a Marina Eraković–Heather Watson-kettős diadalmaskodott, miután a döntőben 7–5, 7–6(7)-ra legyőzték az első kiemelt Jarmila Gajdošová–Vania King-duót. Eraković a hatodik WTA-győzelmét aratta párosban, Watson összességében a legelsőt – az egyénit is beleértve.

## Döntők

### Egyéni
Serena Williams –  Coco Vandeweghe 7–5, 6–3

### Páros
Marina Eraković /  Heather Watson –  Jarmila Gajdošová /  Vania King 7–5, 7–6(7)

## Világranglistapontok
| Eredmény           | Egyéni | Páros |
| ------------------ | ------ | ----- |
| Győzelem           | 470    | 470   |
| Döntő              | 320    | 320   |
| Elődöntő           | 200    | 200   |
| Negyeddöntő        | 120    | 120   |
| 16 között          | 60(1)  | 1     |
| 32 között          | 1      | –     |
| Főtáblára jutás    | 12     | –     |
| Selejtező (döntő)  | 8      | –     |
| Selejtező (1. kör) | 1      | –     |

## Pénzdíjazás
A torna összdíjazása 740 000 amerikai dollár volt. Az egyéni bajnok 96 000 dollárt, a győztes páros együttesen 31 000 dollárt kapott.
| Eredmény           | Egyéni   | Páros    |
| ------------------ | -------- | -------- |
| Győzelem           | 96 000 $ | 31 000 $ |
| Döntő              | 53 000 $ | 15 500 $ |
| Elődöntő           | 28 500 $ | 8000 $   |
| Negyeddöntő        | 15 500 $ | 4325 $   |
| 16 között          | 8750 $   | 2350 $   |
| 32 között          | 4600 $   | –        |
| Selejtező (döntő)  | 2525 $   | –        |
| Selejtező (1. kör) | 1250 $   | –        |